# Базилиер-Магельссен, Ида
Ида Матильда Базилиер-Магельссен (фин., швед. Ida Mathilda Basilier-Magelssen, род. 10 сентября 1846 года, Нивала, (швед. Улеаборг), Великое княжество Финляндское, Российская империя — ум. 23 мая 1928 года, Хегра, Норвегия) — финская и норвежская оперная певица, сопрано.

## Жизнь и творчество
Родилась в семье крупного землевладельца, Карла Фредерика Базилиера. Мать — пианистка Густава Матильда Гарволи. Одна из восьми детей, с раннего детства занимавшихся музыкой и пением. Затем изучала оперное пение под руководством Эмилии Мехелен в Хельсинки. В возрасте 20 лет уезжает в Париж и ещё три года занимается в музыкальной школе. В Париже Ида имела честь выступать перед императором Франции Наполеоном III и императрицей Евгенией. Позднее продолжала обучение в Санкт-Петербурге и в Германии. Первое официальное выступление перед публикой состоялось на концерте в Хельсинки в 1868 году. В ноябре 1870 года она поёт партию Леоноры в первом исполнении оперы «Трубадур» Дж. Верди на финском языке. В 1870 -е годы Ида поёт в финской Государственной опере и становится, наряду с Эмми Акте, одной из известнейших сопрано Финляндии. В 1876 году она выступает в Швеции и в 1877 году — в Англии. Наиболее известные роли, исполнявшиеся певицей — Розины в «Севильском Цирюльнике», Церлины в «Дон Джованни», Маргариты в «Фаусте», Виолетты в «Травиате», Норины в «Дон Паскуале». В течение 10 лет актриса выступает в более, чем 700 операх и концертах в скандинавских странах, а также в Англии, России, Мюнхене и в Париже. Наиболее успешным был период, проведённый Идой в Королевской шведской опере в Стокгольме, а затем, после возвращения в Хельсинки — 1876—1877 годы, когда она пела в 12 различных операх, выходя на сцену финского театра 110 раз. Профессор Норвежской консерватории в Осло.

## Семья
В 1878 году Ида Базилиер выходит замуж за норвежца Иоганна Магельссена, редактора газеты «„Афтенпостен“» («Aftenposten») и уезжает в Норвегию. В Осло она выступает в местной опере и также преподаёт в консерватории. В этом браке родилась дочь, Айя Базилиер-Магельссен (1879 −1962).